# Сарычам
Сарычам (тур. Sarıçam) — район в провинции Адана (Турция), часть города Адана. Был образован 22 марта 2008 года из северной части района Юрегир.
В районе Сарычам расположена авиабаза НАТО Инджирлик.